# Транспорт в Германии
Во второй половине XX века автомобильный транспорт занял лидирующую позицию по объёмам перевозок, обогнав тем самым железнодорожный транспорт. В Германии одна из самых плотных сетей автомобильных дорог, которая включает в себя 12 550 км автобанов и 40 700 км федеральных трасс.(2008)
Количество железных дорог Deutsche Bahn в последние годы сократилось. Это связано с реорганизацией железнодорожного транспорта в 1993 году, в результате которой он был передан в частные руки, что повлекло за собой повышение тарифов на ж/д перевозки.
Наряду с этим наметился высокий рост авиаперевозок. Главный аэропорт немецкой государственной авиакомпании «Люфтганза» — Рейнско-Майнский Аэропорт во Франкфурте-на-Майне. Несмотря на то, что авто- и авиатранспорт являются основными источниками загрязнения окружающей среды и, как следствие, глобального потепления климата, немецкая транспортная политика направлена на дальнейшее развитие этих видов транспорта.